# Sail (canción)
«Sail» es una canción de la banda de rock estadounidense AWOLNATION, lanzada como sencillo el 8 de noviembre de 2010, por Red Bull Records. La canción fue presentada por primera vez en el EP debut de la banda, «Back from Earth», de 2010, y luego fue incluida en su álbum debut, «Megalithic Symphony» (2011). La canción fue escrita y producida en Venice, California por Aaron Bruno.
«Sail» es una canción de rock electrónico y rock alternativo. También se ha señalado que tiene elementos de "electropop con tintes industriales". Bruno pensó que la gente necesitaba una canción diferente y más oscura que algunas de las más felices que se escuchaban en la radio, y afirmó: "Recuerdo que le mostré la canción a un amigo productor y me dijo que todo estaba genial".
«Sail» debutó en el puesto número ochenta y nueve en la lista Billboard Hot 100 de Estados Unidos en septiembre de 2011, donde permaneció durante veinte semanas. El sencillo volvió a entrar en el Hot 100 un año después, convirtiéndose en un éxito sorpresa masivo y alcanzando un nuevo pico en el número diecisiete. «Sail» es la primera canción en alcanzar su punto máximo después de un año en el Hot 100. Ha pasado la cuarta mayor cantidad de tiempo en la lista Billboard Hot 100 con 79 semanas, solo por detrás de «Blinding Lights» de The Weeknd (90 semanas), «Radioactive» de Imagine Dragons (87 semanas) y «Heat Waves» de Glass Animals  (91 semanas). Hasta octubre de 2022, la canción ha acumulado más de 700 millones de reproducciones en Spotify.

## Antecedentes
Durante fines de los 90s y gran parte de la década de los 2000s Aaron Bruno se desempeñó como vocalista en varias bandas, como Insurgence, Home Town Hero y Under the Influence of Giants. Con Insurgence lanzó Let's Rock en 1999. Home Town Hero publicó un solo material bajo el sello Maverick Records. Por otra parte, Under the Influence of Giants llegó a grabar un único disco, que lanzó mediante Island Records en 2006. Tras la disolución de cada proyecto musical en el que participaba, Bruno se vio envuelto en un punto bajo en su vida: recurrió a beber alcohol en exceso, tenía problemas para «verse en el espejo» y se encontraba con problemas financieros.
Mientras Bruno buscaba maneras de ganarse la vida haciendo música, empezó a realizar canciones en un estudio improvisado en su casa. Ahí desarrolló las canciones que siempre quiso escribir sin tener en cuenta opiniones externas. El músico no tenía ambiciones comerciales, y en sus palabras, «no tenía nada que perder». El artista compuso música que consideró «rara», y pronto vio la necesidad de enseñársela a su novia y a «amigos con gustos extraños». Las intenciones de Bruno nunca superaron el mostrarle esta música a sus allegados y él se encontró «contento con ello». En 2009, Berko, A&R de la compañía RM 64 y mánager de Bruno, estableció contacto con Red Bull Records. Greg Hammer, el presidente del sello, llamó a Berko y le ofreció a Bruno el uso del Red Bull Studio en Santa Mónica (Los Ángeles) sin condiciones de por medio. Bruno, que no tenía un estudio donde grabar, aprovechó la oportunidad, y vio esto como un vía para llevar sus canciones a "otro nivel". Bruno sintió que la compañía tenía un alto nivel de respeto hacia su producción y composición, y luego de grabar cierta cantidad de canciones finalmente firmó con el sello discográfico.

## Formatos
| CD  |        |          |  |
| N.º | Título | Duración |  |
| 1.  | «Sail» | 4:19     |  |

| CD  |                        |          |  |
| N.º | Título                 | Duración |  |
| 1.  | «Sail» (US Radio Edit) |          |  |

| CD  |                        |          |  |
| N.º | Título                 | Duración |  |
| 1.  | «Sail» (UK Radio Edit) | 3:42     |  |

| CD  |                        |          |  |
| N.º | Título                 | Duración |  |
| 1.  | «Sail» (UK Radio Edit) | 3:42     |  |
| 2.  | «Sail» (Album Version) | 4:26     |  |

| CD  |                        |          |  |
| N.º | Título                 | Duración |  |
| 1.  | «Sail» (Radio Edit)    | 3:58     |  |
| 2.  | «Sail» (Album Version) | 4:26     |  |

## Listas
| País              | Lista                   | Mejor posición |
| 2010-2015         | 2010-2015               | 2010-2015      |
| ----------------- | ----------------------- | -------------- |
| Alemania          | German Singles Chart    | 58             |
| Australia         | ARIA                    | 27             |
| Austria           | Ö3 Austria Top 40       | 4              |
| Bélgica (Flandes) | Ultratip 100            | 25             |
| Bélgica (Valonia) | Ultratop 50             | 20             |
| Canadá            | Canadian Hot 100        | 48             |
| Canadá            | CHR/Top 40              | 48             |
| Canadá            | Rock                    | 11             |
| Dinamarca         | Track Top-40            | 21             |
| Escocia           | Scottish Singles Chart  | 20             |
| Eslovaquia        | Singles Digitál Top 100 | 29             |
| Estados Unidos    | Adult Top 40            | 31             |
| Estados Unidos    | Alternative Airplay     | 5              |
| Estados Unidos    | Billboard Hot 100       | 17             |
| Estados Unidos    | Digital Songs           | 13             |
| Estados Unidos    | Mainstream Rock Tracks  | 33             |
| Estados Unidos    | Mainstream Top 40       | 17             |
| Estados Unidos    | Radio Songs             | 54             |
| Estados Unidos    | Rock Songs              | 4              |
| Francia           | SNEP                    | 48             |
| Irlanda           | Irish Singles Chart     | 56             |
| Nueva Zelanda     | Recorded Music NZ       | 33             |
| Países Bajos      | Dutch Single Top 100    | 59             |
| Polonia           | Polish Airplay Chart    | 10             |
| Reino Unido       | UK Indie                | 1              |
| Reino Unido       | UK Singles Chart        | 17             |
| República Checa   | Singles Digitál Top 100 | 37             |
| Suecia            | Sverigetopplistan       | 32             |
| Suiza             | Schweizer Hitparade     | 35             |

| País           | Lista             | Posición |
| 2011           | 2011              | 2011     |
| -------------- | ----------------- | -------- |
| Estados Unidos | Rock Songs        | 20       |
| 2012           |                   |          |
| Suecia         | Sverigetopplistan | 49       |
| 2013           |                   |          |
| Estados Unidos | Billboard Hot 100 | 25       |
| Estados Unidos | Rock Songs        | 5        |
| Reino Unido    | UK Singles Chart  | 25       |
| Suecia         | Sverigetopplistan | 86       |
| 2014           |                   |          |
| Estados Unidos | Rock Songs        | 14       |
| Francia        | SNEP              | 118      |
| 2015           |                   |          |
| Austria        | Ö3 Austria Top 40 | 73       |

| País           | Lista      | Posición  |
| 2010-2019      | 2010-2019  | 2010-2019 |
| -------------- | ---------- | --------- |
| Estados Unidos | Rock Songs | 14        |

### Certificaciones
| País           | Organismo certificador | Certificación   | Ventas certificadas | Ref.   |
| -------------- | ---------------------- | --------------- | ------------------- | ------ |
| Australia      | ARIA                   | Platino         | 70 000              | [ 45 ] |
| Austria        | IFPI — Austria         | Oro             | 15 000              | [ 46 ] |
| Canadá         | Music Canada           | 6× Platino      | 480 000             | [ 47 ] |
| Dinamarca      | IFPI — Dinamarca       | Platino         | —                   | [ 48 ] |
| Estados Unidos | RIAA                   | Diamante        | 10 000 000          | [ 49 ] |
| Italia         | FIMI                   | Platino         | 30 000              |        |
| Nueva Zelanda  | RMNZ                   | Platino         | 15 000              | [ 50 ] |
| Noruega        | IFPI — Noruega         | Oro             | 5000                | [ 51 ] |
| Noruega        | IFPI — Noruega         | 2× Platino (ST) | —                   | [ 51 ] |
| Reino Unido    | BPI                    | Platino         | 600 000             | [ 52 ] |
| Suecia         | GLF                    | 3× Platino      | 120 000             | [ 53 ] |
| Suiza          | IFPI — Suiza           | Oro             | 15 000              | [ 54 ] |

## Créditos
Créditos adaptados del libreto de Megalithic Symphony.
- Aaron Bruno: producción, composición, voz, sintetizador, batería, bajo, piano y arreglos de cuerdas.
- Billy Mohler: bajo.
- Christopher Thorn: guitarra, producción e ingeniería adicional.
- Eric Stenman: ingeniería adicional y asistente de mezcla.
- Kenny Carkeet: ingeniería.
- NealHPogue*: mezcla.
- Jeremiah "JHop" Olvera: asistente de mezcla.
- Brad Smith: silbido.